# TUSSAM

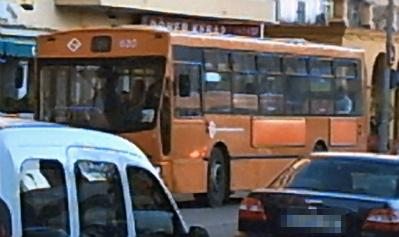
TUSSAM: autobus Renault PR-100 n. 630 sulla linea 34, con livrea arancio

TUSSAM, acronimo di Transportes Urbanos de Sevilla, Sociedad Anónima Municipal, è l'azienda spagnola che gestisce il trasporto pubblico con autobus nella città di Siviglia.

## Storia
Il TUSSAM nasce il 10 novembre 1975, subentrando al Servicio Municipal de Transportes Urbanos (SMTU), per cambiamento di stato giuridico di quest'ultima impresa.

## Esercizio e parco aziendale
L'azienda dispone di un considerevole numero di autobus, riconoscibili per la livrea arancio (vecchi tipi) o rosso-nera (nuovi modelli), che vengono instradati su 38 linee, distinte in circolari interne ed esterne (C1, C2, C3, C4: particolarmente utili al turista perché attraversano le strade del centro storico), radiali, trasversali, periferiche ed ultraperiferiche (queste ultime date in concessione).
Nel 2005 le vetture del TUSSAM hanno percorso 15.000.000 di chilometri, trasportando quasi 90.000.000 di passeggeri.